# Lista odcinków serialu Pułapki umysłu
Poniżej znajduje się lista odcinków serialu telewizyjnego Pułapki umysłu – który był emitowany przez amerykańską stację telewizyjną   TNT od 9 lipca 2012 roku do 17 marca 2015 roku. Łącznie powstały 3 serie składające się z 39 odcinków. W Polsce serial jest emitowany od 10 sierpnia 2012 roku  do 2 maja 2015 roku przez Fox Polska.
| Sezon | Sezon | Odcinki | Premiera sezonu | Finał sezonu     | Premiera         | Finał                | Wydanie DVD  | Wydanie DVD    | Wydanie DVD  |
| Sezon | Sezon | Odcinki | Premiera sezonu | Finał sezonu     | Premiera         | Finał                | Region 1     | Region 2       | Region 4     |
| ----- | ----- | ------- | --------------- | ---------------- | ---------------- | -------------------- | ------------ | -------------- | ------------ |
|       | 1     | 10      | 9 lipca 2012    | 17 września 2012 | 10 sierpnia 2012 | 12 października 2012 | 21 maja 2013 | 17 lutego 2014 | 5 marca 2014 |
|       | 2     | 14      | 25 czerwca 2013 | 18 marca 2014    | 12 sierpnia 2013 | 18 kwietnia 2014     | brak danych  | brak danych    | brak danych  |
|       | 3     | 15      | 17 czerwca 2014 | 17 marca 2015    | 1 sierpnia 2014  | 2 maja 2015          | brak danych  | brak danych    | brak danych  |

## Sezon 1 (2012)
| Nr | #  | Tytuł         | Reżyseria           | Scenariusz                    | Premiera TNT     | Premiera Fox Polska  |
| -- | -- | ------------- | ------------------- | ----------------------------- | ---------------- | -------------------- |
| 1  | 1  | Pilot         | Alan Poul           | Kenneth Biller & Mike Sussman | 9 lipca 2012     | 10 sierpnia 2012     |
| 2  | 2  | Faces         | Greg Beeman         | Kenneth Biller & Mike Sussman | 16 lipca 2012    | 17 sierpnia 2012     |
| 3  | 3  | 86'd          | Deran Sarafian      | Stephen Tolkin                | 23 lipca 2012    | 24 sierpnia 2012     |
| 4  | 4  | Cipher        | Deran Sarafian      | Jerry Shandy                  | 30 lipca 2012    | 31 sierpnia 2012     |
| 5  | 5  | The Messenger | Christopher Misiano | Stephen Tolkin & Jason Ning   | 6 sierpnia 2012  | 7 września 2012      |
| 6  | 6  | Lovesick      | Greg Beeman         | Jason Ning                    | 20 sierpnia 2012 | 14 września 2012     |
| 7  | 7  | Nemesis       | Christopher Misiano | Amanda Green                  | 27 sierpnia 2012 | 21 września 2012     |
| 8  | 8  | Kilimanjaro   | Tawnia McKiernan    | Amanda Green                  | 3 września 2012  | 28 września 2012     |
| 9  | 9  | Shadow        | Ken Biller          | Mike Sussman                  | 10 września 2012 | 5 października 2012  |
| 10 | 10 | Light         | Ken Biller          | Ken Biller                    | 17 września 2012 | 12 października 2012 |

## Sezon 2 (2013-2014)
| Nr | #  | Tytuł         | Polski tytuł          | Reżyseria           | Scenariusz                       | Premiera TNT     | Premiera Fox Polska  |
| -- | -- | ------------- | --------------------- | ------------------- | -------------------------------- | ---------------- | -------------------- |
| 11 | 1  | Ch-Ch-Changes | Zmiany... Zmiany      | Greg Beeman         | Ken Biller & Jason Ning          | 25 czerwca 2013  | 12 sierpnia 2013     |
| 12 | 2  | Alienation    | Wyobcowanie           | Greg Beeman         | Michael Sussman                  | 2 lipca 2013     | 19 sierpnia 2013     |
| 13 | 3  | Blindness     | Ślepota               | Jeff Woolnough      | Nicki Paluga                     | 9 lipca 2013     | 26 sierpnia 2013     |
| 14 | 4  | Toxic         | Toksyczność           | Jeff Woolnough      | Warren Hsu Leonard               | 16 lipca 2013    | 2 września 2013      |
| 15 | 5  | Caleidoscope  | Kalejdoskop           | Christopher Misiano | Jonathan Abrahams                | 23 lipca 2013    | 14 września 2013     |
| 16 | 6  | Defective     | Usterka               | Andrew Bernstein    | Raf Green & Charley Dane         | 30 lipca 2013    | 21 września 2013     |
| 17 | 7  | Neuropositive | Neuropozytywny        | Andrew Bernstein    | Sean Whitesell                   | 6 sierpnia 2013  | 28 września 2013     |
| 18 | 8  | Asylum        | Zakład psychiatryczny | Greg Beeman         | Jonathan Abrahams                | 13 sierpnia 2013 | 5 października 2013  |
| 19 | 9  | Wounded       | Zraniona              | Ken Biller          | Michael Sussman                  | 20 sierpnia 2013 | 12 października 2013 |
| 20 | 10 | Warrior       | Wojownicy             | Ken Biller          | Amanda Green                     | 27 sierpnia 2013 | 19 października 2013 |
| 21 | 11 | Curveball     | Podkręcona piłka      | Greg Beeman         | Jason Ning                       | 25 lutego 2014   | 28 marca 2014        |
| 22 | 12 | Brotherhood   | Braterstwo            | Christopher Misiano | Sean Whitesell                   | 4 marca 2014     | 4 kwietnia 2014      |
| 23 | 13 | Cobra         | Kobra                 | Christopher Misiano | Jonathan Abrahams & Nicki Paluga | 11 marca 2014    | 11 kwietnia 2014     |
| 24 | 14 | Obsession     | Obsesja               | Christopher Misiano | Raf Green & Charley Dane         | 18 marca 2014    | 18 kwietnia 2014     |

## Sezon 3 (2014-2015)
| Nr | #  | Tytuł         | Polski tytuł    | Reżyseria           | Scenariusz                          | Premiera TNT     | Premiera Fox Polska |
| -- | -- | ------------- | --------------- | ------------------- | ----------------------------------- | ---------------- | ------------------- |
| 25 | 1  | Paris         | Paryż           | Ken Biller          | Michael Sussman                     | 17 czerwca 2014  | 1 sierpnia 2014     |
| 26 | 2  | Painless      | Bez bólu        | Eric McCormack      | Jason Ning                          | 24 czerwca 2014  | 8 sierpnia 2014     |
| 27 | 3  | Shiver        | Dreszcz         | Christopher Misiano | Raf Green                           | 1 lipca 2014     | 15 sierpnia 2014    |
| 28 | 4  | Possession    | Opętanie        | Christopher Misiano | Warren Hsu Leonard                  | 8 lipca 2014     | 22 sierpnia 2014    |
| 29 | 5  | Eternity      | Wieczność       | Jeff Woolnough      | David Eagleman Jonathan Abrahams    | 15 lipca 2014    | 29 sierpnia 2014    |
| 30 | 6  | Inconceivable | Niewiarygodny   | Jeff Woolnough      | Nicki Paluga                        | 22 lipca 2014    | 5 września 2014     |
| 31 | 7  | Bolero        | Bolero          | Alrick Riley        | Tawnya Bhattacharya & Ali Laventhol | 29 lipca 2014    | 12 września 2014    |
| 32 | 8  | Prologue      | Prolog          | Alrick Riley        | Michael Sussman                     | 5 sierpnia 2014  | 19 września 2014    |
| 33 | 9  | Silence       | Cisza           | LeVar Burton        | Raf Green                           | 12 sierpnia 2014 | 26 września 2014    |
| 32 | 10 | Dirty         | Skompromitowany | LeVar Burton        | Jonathan Abrahams                   | 19 sierpnia 2014 | 3 października 2014 |
| 35 | 11 | Brainstorm    | Burza mózgów    | Andrew Bernstein    | Jason Ning                          | 17 lutego 2015   | 18 kwietnia 2015    |
| 36 | 12 | Meat          | Mięso           | Andrew Bernstein    | Nicki Paluga                        | 24 lutego 2015   | 18 kwietnia 2015    |
| 37 | 13 | Mirror        | Lustro          | Elodie Keene        | Katie Gruel                         | 3 marca 2015     | 25 kwietnia 2015    |
| 38 | 14 | Romeo         | Romeo           | Ken Biller          | Amanda Green                        | 10 marca 2015    | 25 kwietnia 2015    |
| 39 | 15 | Run           | Wyścig z czasem | Ken Biller          | Ken Biller,Jonathan Abrahams        | 17 marca 2015    | 2 maja 2015         |